# إلستر الأسود
إلستر الأسود (بالألمانية: Schwarze Elster) (بالإنجليزية: Black Elster) هو نهر طوله 179 كم يجري في المناطق الشرقية من ألمانيا وذلك في ولايات ساكسونيا وبراندنبورغ وساكسونيا-أنهالت.
ينبع نهر إلستر الأسود من منطقة لوساتيا العليا ويصب في نهر الإلبه، وهو بذلك يعد رافداً يمينياً للنهر الأخير.
يمر نهر إلستر الأسود بعدة مدن منها كامينز وهويرسفيردا وزنفتنبيرغ ولاوخهامر وإلسترفيردا وباد ليبنفيردا وهرتسبرغ (إلستر) ويسن (إلستر).

## اقرأ أيضاً
- إلستر الأبيض